# Associação Nacional de Contratados do Exército

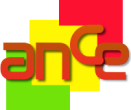

A Associação Nacional de Contratados do Exército (ANCE) foi oficializada em 14 de Março de 1997 (Diário da República III Série, N.º 134 de 12 de junho de 1997, Pág. 9945), fruto do trabalho e da cooperação de um grupo de militares do Exército Português do Regime de Voluntariado (RV) e do Regime de Contrato (RC), constituída por elementos do activo e da disponibilidade, desde logo, devido à enorme diferença existente entre os normativos legais que se aplicavam aos/às militares destes regimes de prestação de serviço militar e a sua funcionalidade prática.

## Orgãos Sociais
Os seus órgãos sociais são compostos juridicamente por:
- Assembleia-geral;
- Direcção;
- Conselho fiscal;
- Conselho técnico.

## Objectivos

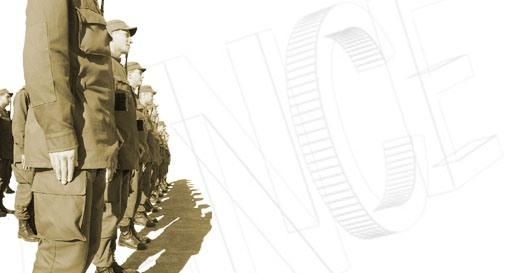

De acordo com o Artigo 3º dos seus Estatutos, a Associação tem como fins:
- Apoiar os/as associados/as na sua reinserção na vida civil;
- Promover a orientação, formação e promoção profissional e humana dos seus e das suas associados/as;
- Colaborar com as instâncias governamentais e hierarquia militar, em representação dos seus e das suas associados/as;
- Organizar e difundir a realização de actividades cívicas com vista à promoção sociocultural dos/as associados/as;
- Zelar pelos princípios e valores de deontologia profissional militar;
- Promover actividades de solidariedade social e apoio comunitário;
- Promover a criação de uma sede com capacidade para a prossecução dos fins a que se propõe, nomeadamente, para a realização de actividades culturais, desportivas e recreativas que estimulem o inter-relacionamento dos/as associados/as.

Para além dos/as militares do Exército Português, também têm beneficiado com o trabalho e experiência da ANCE os/as militares RV/RC da Força Aérea Portuguesa e da Marinha Portuguesa porque qualquer inovação conseguida a nível dos normativos legais, tanto uma Lei, como um Decreto-lei ou mesmo um Despacho que beneficie a aplicabilidade dos Incentivos aos/às RV/RC, inclui todos os Ramos e não só o Exército Português, onde a ANCE nasceu e privilegia a sua acção diária.